# Дворжак, Милан (переводчик)
Милан Дворжак (чеш. Milan Dvořák; род. 29 сентября 1949, Прага) — чешский переводчик.
Сын дипломата, в 1959—1963 учился в школе в Москве. Начинал получать высшее образование как экономист, однако разочаровался в этой профессии и в 1976 окончил филологический факультет Карлова университета как переводчик.
Дворжаку принадлежит пятый по счёту перевод на чешский язык романа в стихах А. С. Пушкина «Евгений Онегин» (1999) — по мнению рецензента, превосходящий всех предшественников. Им переведены комедия А. С. Грибоедова «Горе от ума», книга Вен. Ерофеева «Москва — Петушки», роман Ю. Мамлеева «Шатуны», автобиография Ф. Шаляпина «Маска и душа», публицистическая книга Натальи Горбаневской «Полдень», стихи Б. Пастернака, Ю. Левитанского и др. С английского языка Дворжак перевёл ряд нехудожественных книг, в том числе автобиографию Ли Якокки и книгу Томаса де Ваала о чеченской войне.
Кроме того, известен переводами на чешский язык, лично и в соавторстве с Верой Слунечковой, песен российских авторов-исполнителей — Александра Галича, Булата Окуджавы, Владимира Высоцкого, Юрия Визбора, — собственные переводы сам исполняет под гитару.